# Museos sobre el colonialismo
Los museos sobre el colonialismo son espacios que exhiben y analiza los procesos de colonización y sus consecuencias, presentando diversas perspectivas, incluidas las de los colonizadores y de los pueblos colonizados. Estos museos promueven una reflexión crítica sobre la historia, incluyendo temas como esclavitud, imperialismo, racismo y resistencia indígena.  Sin embargo, el número de museos sobre el colonialismo es escaso debido a factores como la sensibilidad política del tema, los conflictos en torno a la restitución de objetos, la falta de financiamiento y la resistencia institucional. Pese a estas dificultades, se reconoce que su labor contribuye a una comprensión más profunda del pasado colonial y sus impactos actuales.

## Museos coloniales en el mundo
Existen pocos museos en Latinoamérica cuyo tema central sea la historia y cultura indígena. Algunos han sido objeto de protestas por parte de pueblos indígenas. Ejemplos notables de museos con colecciones indígenas incluyen el Museo Nacional de Antropología (Ciudad de México), el Museo Nacional de Antropología y el Museo de América (Madrid, España), el Musée du Quai Branly (París, Francia), el Museo Real de África Central (Bruselas, Bélgica), el Wereldmuseum Amsterdam (Ámsterdam, Holanda), el Museu do Índio (Río de Janeiro, Brasil), el Museo del Genocidio del Indio Americano (Houston, EUA), George Gustav Heye Center (Nueva York, EUA) y el Museo Nacional del Indio Americano (Washington D. C., EUA). 
Muchos museos coloniales europeos más pequeños cerraron tras el fin de la colonización. Según el historiador Pascal Blanchard, especialista en estudios postcoloniales, el contexto político actual en Francia no ha favorecido la creación de museos dedicados al colonialismo francés. En Bristol, Reino Unido, el Museo de la Commonwealth y del Imperio británico, centrado en el legado colonial británico, cerró tras funcionar durante seis años. En Oxford, el Museo Pitt Rivers conserva miles de piezas recolectadas por oficiales coloniales, viajeros, misioneros y académicos.
En años recientes, varios museos han iniciado procesos de restitución de objetos adquiridos durante el periodo colonial. En América del Norte, el Museo Americano de Historia Natural (Nueva York), el Museo Field (Chicago), el Museo Peabody de Arqueología y Etnología (Universidad de Harvard) y el Museo de Arte (Cleveland) han cerrado temporalmente algunas exhibiciones vinculadas a culturas indígenas, en cumplimiento de normativas federales que exigen el consentimiento de los pueblos originarios para la exposición y la repatriación de restos humanos. El Museo de Etnología de Viena presenta una muestra que reconoce el origen colonial de parte de sus colecciones:: "Nuestro museo también se benefició de la expansión colonial europea, y las historias de adquisición de muchos objetos hablan de apropiación y violencia colonial." En Argentina, el Museo Etnográfico Juan B. Ambrosetti conserva materiales del mundo prehispánico. En México y Austria se han formulado peticiones públicas para la devolución del llamado Penacho de Moctezuma.
En Portugal, se propuso construir el Museo de los Descubrimientos en Lisboa, aunque nunca se concretó.  La idea de crear un museo dedicado a la Era de los Descubrimientos de Portugal generó debates sobre cómo presentaría la historia colonial del país. Algunos sectores propusieron destacar los logros náuticos de Portugal, mientras que otros plantearon la necesidad de incorporar una visión crítica sobre temas como la esclavitud y la explotación.
Se ha publicado una lista de materiales históricos que fueron robados o extraídos de Benín, en África, durante la época colonial.